# Polizei (Norwegen)
Die Norwegische Polizei (norwegisch Politi- og lensmannsetaten) ist für die Sicherheit in gesamten Territorium Norwegens zuständig.

## Organisation, Gliederung und Aufgaben
Die Norwegische Polizei wird von einer nationalen Polizeidirektion (Politidirektoratet) (POD) geleitet und hat sieben Spezialabteilungen. Neben den regulären Polizeiaufgaben ist die Polizeiorganisation auch für den Grenzschutz; Search and Rescue, Terrorismusabwehr, Kriminalpolizeiliche Aufgaben und die Verkehrspolizei zuständig.
In Norwegen existieren 12 Polizeidistrikte (Politidistrikter), denen jeweils ein Polizeimeister vorsteht. Insgesamt hat die Norwegische Polizei rund 13.000 Kräfte, wovon 8.000 im aktiven Polizeidienst sind. Die Polizeiführung untersteht direkt dem Justiz- und Sicherheitsministerium. In der Zentralen Verwaltung (Politidirektoratet) arbeiten rund 180 Verwaltungsbeamte.
Beredskapstroppen (deutsch: die Bereitschaftstruppe) ist die Spezialeinheit der norwegischen Polizei. Sie hat ihren Sitz in Oslo. Die Einheit ist (einschließlich der Ölbohrinseln in der Nordsee) für das ganze Land zuständig und auf Geiselbefreiung, Festnahmen und Terrorabwehr sowohl im Inland als auch im Ausland spezialisiert. Die Einheit sperrte das Regierungsviertel in Oslo nach den Anschlägen 2011 ab und war als erste Einheit auf der Insel Utøya.
Norwegischen Polizeibeamten ist das Tragen der Waffe am Gürtel nur in Ausnahmefällen (z. B. erhöhte Terrorgefahr) und mit Genehmigung erlaubt. Ansonsten ist die Waffe im Streifenwagen zu belassen und darf nur im Ernstfall verwendet werden.